# Championnat du monde féminin d'échecs 1986

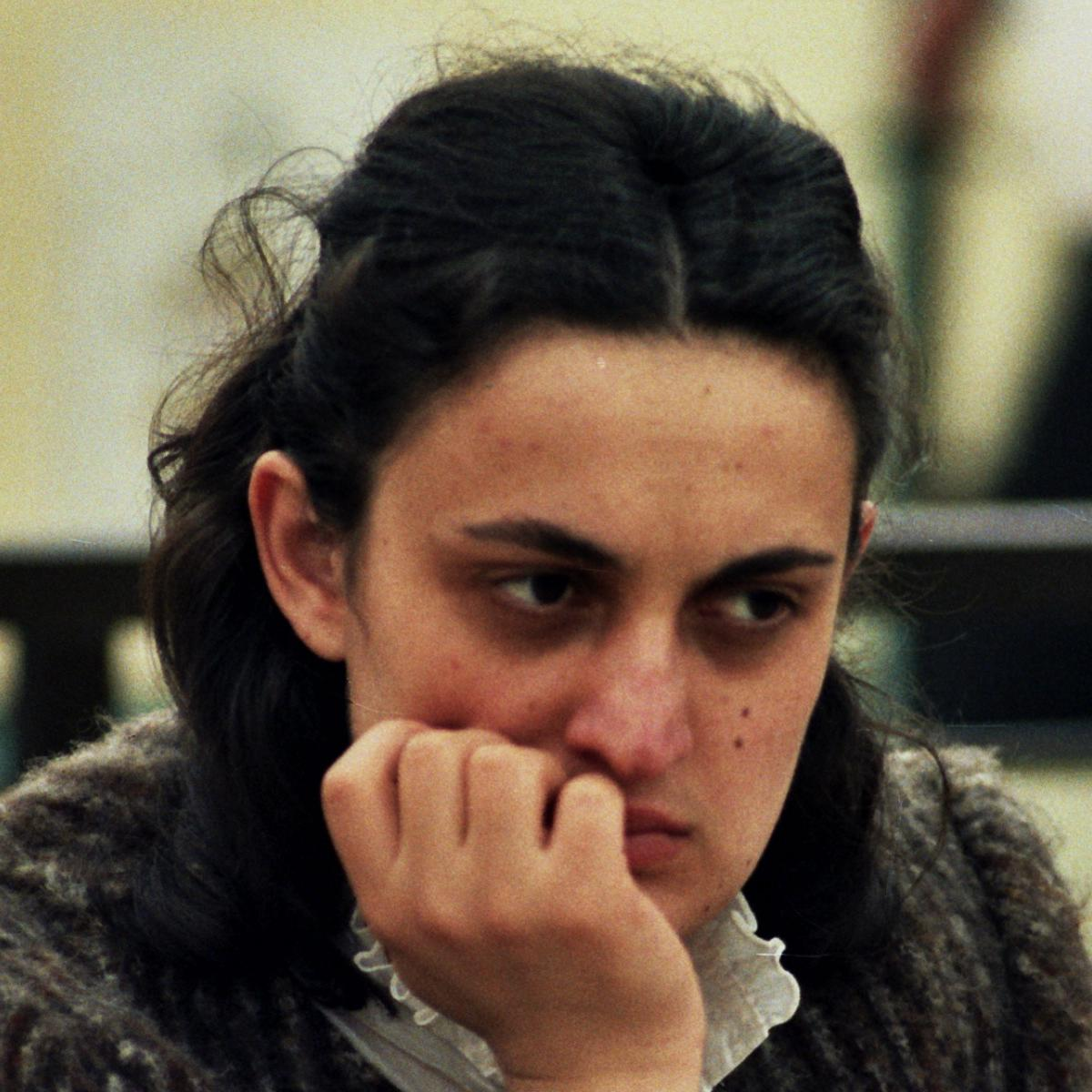
Maïa Tchibourdanidzé, championne du monde d'échec féminin 1986.

Le championnat du monde féminin d'échecs de 1986 a été remporté par Maïa Tchibourdanidzé, qui a défendu son titre avec succès contre Elena Akhmilovskaya.

## Tournois interzonaux de 1985
Dans le cadre du processus de qualification, deux tournois interzones ont été organisés en juin 1985, l'un à La Havane et l'autre à Jeleznovodsk, réunissant les meilleures joueuses de chaque zone de la FIDE. Au total, 30 joueuses ont participé à ces tournois, les trois premières de chaque interzone se qualifiant pour le Tournoi des Candidates.
À La Havane, Alexandria et Akhmilovskaya ont pris la première et la deuxième place et se sont qualifiées directement. Cramling a pris la dernière place des candidates après avoir remporté un barrage contre Ioseliani et Nuțu-Gajić.
Litinskaya s'est imposée à Jeleznovodsk, devant Wu et Brustman ; cette dernière ne s'est qualifiée qu'à l'issue d'un barrage contre Zaitseva.
|    | Joueuses                  | 1 | 2 | 3 | 4 | 5 | 6 | 7 | 8 | 9 | 10 | 11 | 12 | 13 | 14 | Points | Départage |
| -- | ------------------------- | - | - | - | - | - | - | - | - | - | -- | -- | -- | -- | -- | ------ | --------- |
| 1  | Nana Alexandria (URS)     | - | 1 | ½ | ½ | ½ | ½ | ½ | ½ | 1 | 1  | 1  | 1  | 1  | 1  | 10     |           |
| 2  | Elena Akhmilovskaya (URS) | 0 | - | 1 | 1 | 1 | ½ | ½ | ½ | ½ | 1  | 1  | ½  | 1  | 1  | 9½     |           |
| 3  | Pia Cramling (SWE)        | ½ | ½ | - | ½ | 1 | 0 | 1 | ½ | 1 | ½  | 1  | 1  | 1  | 0  | 8½     | 53.00     |
| 4  | Nana Ioseliani (URS)      | ½ | ½ | ½ | - | 1 | ½ | 0 | 0 | 1 | 1  | 1  | 1  | ½  | 1  | 8½     | 50.00     |
| 5  | Daniela Nuțu-Gajić (ROU)  | ½ | ½ | 0 | 0 | - | ½ | 1 | 1 | 1 | 1  | 0  | 1  | 1  | 1  | 8½     | 48.25     |
| 6  | Zsuzsa Verőci (HUN)       | ½ | 0 | 1 | ½ | ½ | - | ½ | 1 | ½ | ½  | 0  | ½  | ½  | 1  | 7      | 44.00     |
| 7  | Gulnar Sakhatova (URS)    | ½ | 0 | 0 | 1 | 0 | ½ | - | ½ | 0 | 1  | 1  | ½  | 1  | 1  | 7      | 37.25     |
| 8  | Susan Walker (ENG)        | ½ | 0 | ½ | 1 | 0 | 0 | ½ | - | ½ | 1  | 0  | 1  | 1  | ½  | 6½     | 38.25     |
| 9  | An Yangfeng (CHN)         | 0 | 0 | 0 | 0 | 0 | ½ | 1 | ½ | - | 1  | 1  | ½  | 1  | 1  | 6½     | 30.75     |
| 10 | Diane Savereide (USA)     | 0 | ½ | ½ | 0 | 0 | ½ | 0 | 0 | 0 | -  | 1  | 1  | 1  | 1  | 5½     |           |
| 11 | Zirka Frometa (CUB)       | 0 | 0 | 0 | 0 | 1 | 1 | 0 | 1 | 0 | 0  | -  | 0  | ½  | ½  | 4      | 24.75     |
| 12 | Asela De Armas (CUB)      | 0 | ½ | 0 | 0 | 0 | ½ | ½ | 0 | ½ | 0  | 1  | -  | ½  | ½  | 4      | 21.75     |
| 13 | Nava Shterenberg (CAN)    | 0 | 0 | 0 | ½ | 0 | ½ | 0 | 0 | 0 | 0  | ½  | ½  | -  | 1  | 3      |           |
| 14 | Stepanka Vokralova (FRG)  | 0 | 0 | 1 | 0 | 0 | 0 | 0 | ½ | 0 | 0  | ½  | ½  | 0  | -  | 2½     |           |

|    | Joueuses                  | 1 | 2 | 3 | 4 | 5 | 6 | 7 | 8 | 9 | 10 | 11 | 12 | 13 | 14 | 15 | 16 | Points | Départage |
| -- | ------------------------- | - | - | - | - | - | - | - | - | - | -- | -- | -- | -- | -- | -- | -- | ------ | --------- |
| 1  | Marta Litinskaya (URS)    | - | 1 | 0 | 1 | 1 | ½ | ½ | ½ | 1 | ½  | 1  | ½  | 1  | ½  | 1  | 1  | 11     |           |
| 2  | Wu Mingqian (CHN)         | 0 | - | ½ | 1 | 1 | 1 | 1 | 0 | 0 | ½  | 1  | 1  | ½  | 1  | 1  | 1  | 10½    |           |
| 3  | Agnieszka Brustman (POL)  | 1 | ½ | - | 0 | ½ | 0 | 1 | ½ | 1 | 0  | 1  | 1  | 1  | ½  | 1  | 1  | 10     | 67.25     |
| 4  | Ludmila Zaitseva (URS)    | 0 | 0 | 1 | - | ½ | ½ | ½ | ½ | 1 | 1  | 0  | 1  | 1  | 1  | 1  | 1  | 10     | 63.50     |
| 5  | Svetlana Matveeva (URS)   | 0 | 0 | ½ | ½ | - | 1 | 1 | ½ | 1 | ½  | 1  | ½  | ½  | 1  | ½  | 1  | 9½     | 64.75     |
| 6  | Nona Gaprindashvili (URS) | ½ | 0 | 1 | ½ | 0 | - | 0 | 1 | 1 | 1  | ½  | 1  | ½  | ½  | 1  | 1  | 9½     | 62.75     |
| 7  | Nino Gurieli (URS)        | ½ | 0 | 0 | ½ | 0 | 1 | - | ½ | 0 | ½  | 1  | 1  | 1  | 1  | 1  | 1  | 9      |           |
| 8  | Margareta Mureşan (ROU)   | ½ | 1 | ½ | ½ | ½ | 0 | ½ | - | 0 | 1  | 0  | ½  | 1  | 1  | ½  | ½  | 8      |           |
| 9  | Nina Høiberg (DEN)        | 0 | 1 | 0 | 0 | 0 | 0 | 1 | 1 | - | 0  | 0  | ½  | 1  | 1  | 1  | 1  | 7½     |           |
| 10 | Lena Glaz (ISR)           | ½ | ½ | 1 | 0 | ½ | 0 | ½ | 0 | 1 | -  | 0  | 0  | 1  | ½  | 1  | ½  | 7      | 49.25     |
| 11 | Giovanna Arbunic (CHI)    | 0 | 0 | 0 | 1 | 0 | ½ | 0 | 1 | 1 | 1  | -  | ½  | 1  | 0  | ½  | ½  | 7      | 48.00     |
| 12 | Mária Ivánka (HUN)        | ½ | 0 | 0 | 0 | ½ | 0 | 0 | ½ | ½ | 1  | ½  | -  | 0  | 0  | 1  | 1  | 5½     |           |
| 13 | Rohini Khadilkar (IND)    | 0 | ½ | 0 | 0 | ½ | ½ | 0 | 0 | 0 | 0  | 0  | 1  | -  | 1  | 1  | ½  | 5      |           |
| 14 | Liu Shilan (CHN)          | ½ | 0 | ½ | 0 | 0 | ½ | 0 | 0 | 0 | ½  | 1  | 1  | 0  | -  | 0  | ½  | 4½     |           |
| 15 | Julia Lebel-Arias (FRA)   | 0 | 0 | 0 | 0 | ½ | 0 | 0 | ½ | 0 | 0  | ½  | 0  | 0  | 1  | -  | ½  | 3      | 18.25     |
| 16 | Pepita Ferrer (ESP)       | 0 | 0 | 0 | 0 | 0 | 0 | 0 | ½ | 0 | ½  | ½  | 0  | ½  | ½  | ½  | -  | 3      | 17.25     |

## Tournoi des candidates 1986
Les six qualifiées des interzonales ont été rejointes par deux têtes de série : Levitina, qui avait perdu le dernier match de championnat, et Semenova, qui avait perdu la précédente finale des candidates.
Contrairement au système d'élimination directe utilisé lors des cinq derniers cycles de championnat, le tournoi des candidats de ce cycle a été disputé sous la forme d'un double tournoi à la ronde à Malmö en février 1986. Bien qu'elle ait perdu ½-1½ contre ses deux plus proches concurrentes, Akhmilovskaya a tout de même remporté le tournoi avec un demi-point d'avance, gagnant ainsi le droit de défier la championne en titre pour le titre.
|   | Joueuses                    | 1  | 2 | 3  | 4  | 5  | 6  | 7  | 8  | Points | Départage |
| - | --------------------------- | -- | - | -- | -- | -- | -- | -- | -- | ------ | --------- |
| 1 | Elena Akhmilovskaya (URS)   | -  | ½ | ½  | 1½ | 1½ | 1½ | 2  | 2  | 9½     |           |
| 2 | Nana Alexandria (URS)       | 1½ | - | 1  | 1  | 1  | 1½ | 1  | 2  | 9      |           |
| 3 | Marta Litinskaya-Shul (URS) | 1½ | 1 | -  | 1  | 1  | 1  | ½  | 2  | 8      |           |
| 4 | Pia Cramling (SWE)          | ½  | 1 | 1  | -  | 2  | ½  | 1½ | ½  | 7      | 49.50     |
| 5 | Lidia Semenova (URS)        | ½  | 1 | 1  | 0  | -  | 1½ | 1½ | 1½ | 7      | 45.00     |
| 6 | Agnieszka Brustman (POL)    | ½  | ½ | 1  | 1½ | ½  | -  | 1  | 1½ | 6½     |           |
| 7 | Irina Levitina (URS)        | 0  | 1 | 1½ | ½  | ½  | 1  | -  | 1½ | 6      |           |
| 8 | Wu Mingqian (CHN)           | 0  | 0 | 0  | 1½ | ½  | ½  | ½  | -  | 3      |           |

## Match de championnat 1986
Le match de championnat s'est déroulé à Sofia en 1986. Une fois de plus, la championne en titre, Tchibourdanidzé, n'a pas eu de réelles difficultés. Elle bat l'adversaire Akhmilovskaya avec une marge confortable de trois points et conserve son titre.
|                            | 1 | 2 | 3 | 4 | 5 | 6 | 7 | 8 | 9 | 10 | 11 | 12 | 13 | 14 | Total |
| -------------------------- | - | - | - | - | - | - | - | - | - | -- | -- | -- | -- | -- | ----- |
| Maïa Tchibourdanidzé (URS) | 1 | ½ | ½ | ½ | 1 | ½ | 1 | 1 | 0 | ½  | ½  | ½  | ½  | ½  | 8½    |
| Elena Akhmilovskaya (URS)  | 0 | ½ | ½ | ½ | 0 | ½ | 0 | 0 | 1 | ½  | ½  | ½  | ½  | ½  | 5½    |